# AMD FirePro
Die AMD FirePro ist eine professionelle Grafikkarte von Advanced Micro Devices. AMD FirePro (davor ATI FireGL), bezeichnet eine Serie professioneller 3D-Grafikkarten, die für Anwendungen aus den Bereichen CAD/CAM/CAE, für Animation, Visualisierung und Simulation zertifiziert sind. Die FirePro kann auch für Direct3D Anwendungen eingesetzt werden. Ab 2013 wurden standardmäßig im Apple Mac Pro 6.1 entweder zwei FirePro D300 mit 2 GB GDDR5 Ram (4 GB), zwei FirePro D500 mit 3 GB GDDR5 Ram (6 GB) oder zwei FirePro D700 mit 6 GB GDDR5 Ram (12 GB) als Grafikkarten verbaut.
Nachfolgeserie ist die Radeon Pro Grafikkarte mit Chipsätzen der 4. Generation. Im Jahr 2017 sollte die Radeon Pro SSG (Solid State Graphics) als integrierte Kombination von 2 schnellen Solid-State-Drives mit 1 TB und einer Grafikkarte mit dem Polaris-Chipatz erscheinen. Mit ihr können Berechnungen der GPU durch den schnelleren Zugriff von RAID-0-SSDs noch einmal um den Faktor 5 beschleunigt werden. Durch den großen Zwischenspeicher und dem großen Hauptspeicher, sind auch erheblich größere Modelle und Simulationen mit OpenCL, mit hoher Leistung möglich.
In der aktuellen Treibergeneration, Adrenalin, steht OpenGL 4.6 für GCN ab Version 18.4.1 zur Verfügung.
Die Grafik API Vulkan 1.0 wird mit der Architektur GCN unterstützt. Neu wird Vulkan 1.1 (GCN ab 2. Gen. bzw. 1.2) mit aktuellen Treibern unterstützt.

## Modelle für Workstationen

AMD DirectGMA

| Modell                                                            | |
| ----------------------------------------------------------------- | --- |
| ATI FirePro 3D Visualisierungserie mit Unified Shader Technologie | |
| ATI FirePro V3700                                                 | RV620, 40 SPs, 800 MHz, 64-Bit-Interface, 256 MB GDDR3-Speicher mit 940 MHz |
| ATI FirePro V3750                                                 | RV730, 320 SPs, 550 MHz, 128-Bit-Interface, 256 MB GDDR3-Speicher mit 760 MHz |
| ATI FirePro V5700                                                 | RV730, 320 SPs, 700 MHz, 128-Bit-Interface, 512 MB GDDR3-Speicher mit 900 MHz |
| ATI FirePro V8700                                                 | RV770 XT, 800 SPs, 750 MHz, 256-Bit-Interface, 1 GB GDDR5-Speicher mit 1700 MHz |
| ATI FirePro Professional Graphics                                 | |
| ATI FirePro V3800                                                 | Redwood Pro (RV830), 400 SPs, 650 MHz, 64-Bit-Interface, 512 MB GDDR3-Speicher mit 900 MHz, 1 DisplayPort und 1 DVI |
| ATI FirePro V3900                                                 | Turks (RV930), 480 SPs, 650 MHz, 128-Bit-Interface, 1 GB GDDR3-Speicher mit 900 MHz, 1 DisplayPort und 1 DVI |
| ATI FirePro V4800                                                 | Redwood XT (RV830), 400 SPs, 775 MHz, 128-Bit-Interface, 1 GB GDDR5-Speicher mit 1800 MHz, 2 DisplayPort und 1 DVI |
| ATI FirePro V4900                                                 | Turks (RV930), 480 SPs, 800 MHz, 128-Bit-Interface, 1 GB GDDR5-Speicher und 2000 MHz, 2 DisplayPort und 1 DVI |
| ATI FirePro V5800                                                 | RV840, 800 SPs, 800 MHz, 128-Bit-Interface, 1 GB GDDR5-Speicher mit 2000 MHz, 2 DisplayPort und 1 DVI |
| ATI FirePro V7800                                                 | Cypress Pro (RV870), 1440 SPs, 700 MHz, 256-Bit-Interface, 2 GB GDDR5-Speicher mit 2000 MHz, 2 DisplayPort und 1 DVI                                                                                                   |
| ATI FirePro V8800                                                 | Cypress XT (RV870), 1600 SPs, 825 MHz, 256-Bit-Interface, 2 GB GDDR5-Speicher mit 2300 MHz, 4 DisplayPort |
| ATI FirePro V9800                                                 | Cypress XT (RV870), 1600 SPs, 850 MHz, 256-Bit-Interface, 4 GB GDDR5-Speicher mit 2300 MHz, 6 Mini-DisplayPort |
| AMD FirePro Professional Graphics                                 | |
| AMD FirePro V5900                                                 | Cayman LE GL, 512 SPs, 600 MHz, 256-Bit-Interface, 2 GB GDDR5-Speicher mit 1000 MHz, 2 DisplayPort und 1 DVI |
| AMD FirePro V7900                                                 | Cayman Pro GL, 1280 SPs, 750 MHz, 256-Bit-Interface, 2 GB GDDR5-Speicher mit 2500 MHz, 4 DisplayPort |
| AMD FirePro W5000                                                 | GCN 1 Pitcairn LE, 768 ALUs, 825 MHz, 256-Bit-Interface, 2 GB GDDR5-Speicher mit 1600 MHz, 2 DisplayPort und 1 DVI |
| AMD FirePro W7000                                                 | GCN 1 Pitcairn XT, 1280 ALUs, 950 MHz, 256-Bit-Interface, 4 GB GDDR5-Speicher mit 2400 MHz, 4 DisplayPort |
| AMD FirePro W8000                                                 | GCN 2 Tahiti LE, 1792 ALUs, 900 MHz, 256-Bit-Interface, 4 GB ECC-GDDR5-Speicher mit 2750 MHz, 4 DisplayPort |
| AMD FirePro W9000                                                 | GCN 2 Tahiti XT, 2048 ALUs, 975 MHz, 384-Bit-Interface, 6 GB ECC-GDDR5-Speicher mit 2750 MHz, 6 Mini DisplayPort |
| AMD FirePro W2100                                                 | |
| AMD FirePro W4100                                                 | |
| AMD FirePro W5100                                                 | |
| AMD FirePro W7100                                                 | |
| AMD FirePro W8100                                                 | |
| AMD FirePro W9100                                                 | GCN 2 Hawaii XT GL, 2816 ALUs, 930 MHz, 512-Bit-Interface, 16 GB ECC-GDDR5-Speicher mit 320 GByte/s Datenübertragungsrate, 6 Mini Displayport + SDI                                                                    |
| AMD FirePro S10000                                                | 2x Tahiti, 2x3Gb DDR5, 4x Mini Displayport + DVI-I Dual Link |
| AMD Radeon Pro WX (Polaris)                                       | |
| AMD Radeon Pro WX2100                                             | Lexa, 512 ALUs, 32 TMUs, 16 ROPs, 925 MHz (Boost 1219 MHz), 128-Bit - Interface, 2 GB GDDR5-Speicher mit 1500 MHz und mit 48 GByte/s Datenübertragungsrate, 1 DisplayPort & 2 Mini DisplayPort 1.4a, PCIe 3.0 x8, 35 W |
| AMD Radeon Pro WX 3100                                            | Lexa, 512 ALUs, 32 TMUs, 16 ROPs, 925 MHz (Boost 1219 MHz), 128-Bit - Interface, 4 GB GDDR5-Speicher mit 1500 MHz und mit 96 GByte/s Datenübertragungsrate, 1 DisplayPort & 2 Mini DisplayPort 1.4a, PCIe 3.0 x8, 65 W |
| AMD Radeon Pro WX 3200                                            | Polaris 23, 640 ALUs, 32 TMUs, 16 ROPs, 1295 MHz, 128-Bit - Interface, 4 GB GDDR5-Speicher mit 1500 MHz und mit 96 GByte/s Datenübertragungsrate, 4 Mini Displayport 1.4a, PCIe 3.0 x16, 65 W                          |
| AMD Radeon Pro WX 4100                                            | Baffin, 1024 ALUs, 64 TMUs, 16 ROPs, 1125 MHz (Boost 1201 MHz), 128-Bit - Interface, 4 GB GDDR5-Speicher mit 1500 MHz und mit 96 GByte/s Datenübertragungsrate, 4 Mini Displayport 1.4a, PCIe 3.0 x16, 50 W            |
| AMD Radeon Pro WX 5100                                            | Ellesmere, 1792 ALUs, 112 TMUs, 32 ROPs, 712 MHz (Boost 1086 MHz), 256-Bit - Interface, 8 GB GDDR5-Speicher mit 1250 MHz und mit 160 GByte/s Datenübertragungsrate, 4 Displayport 1.4a, PCIe 3.0 x16, 75 W             |
| AMD Radeon Pro WX 7100                                            | Ellesmere, 2304 ALUs, 144 TMUs, 32 ROPs, 1088 MHz (Boost 1243 MHz), 256-Bit - Interface, 8 GB GDDR5-Speicher mit 1750 MHz und mit 224 GByte/s Datenübertragungsrate, 4 Displayport 1.4a, PCIe 3.0 x16, 130 W           |
| AMD Radeon Pro WX 8100                                            | Vega 10, 3584 ALUs, 224 TMUs, 64 ROPs, 1200 MHz (Boost 1500 MHz), 2048-Bit-Interface, 8 GB HBM2-Speicher mit 1000 MHz und 512 GByte/s Datenübertragungsrate, 6 Mini Displayport 1.4a, PCIe 3.0 x16, 230 W              |
| AMD Radeon Pro WX 8200                                            | Vega 10, 3584 ALUs, 224 TMUs, 64 ROPs, 1200 MHz (Boost 1500 MHz), 2048-Bit-Interface, 8 GB HBM2-Speicher mit 1000 MHz und 512 GByte/s Datenübertragungsrate, 4 Mini Displayport 1.4a, PCIe 3.0 x16, 230 W              |
| AMD Radeon Pro WX 9100                                            | Vega 10, 4096 ALUs, 256 TMUs, 64 ROPs, 1200 MHz (Boost 1500 MHz), 2048-Bit-Interface, 16 GB HBM2-Speicher mit 945 MHz und 483,8 GByte/s Datenübertragungsrate, 6 Mini Displayport 1.4a, PCIe 3.0 x16, 230 W            |